# Der Schriftforscher
Der Schriftforscher war eine kombinierte Studienzeitschrift des Schweizer Predigers Franz Eugen Schlachter, die er seit 1906 herausgab. Das Erscheinen der Zeitschrift überschnitt sich mit der Abgabe der Redaktion der Brosamen 1907. Die neue Studienzeitschrift bestand aus zwei Teilen und brachte fortlaufende Artikel, bzw. lexikalische Beiträge unter dem Titel „Miniaturbibel-Lexikon“. Der erste Teil des Schriftforschers war in der Regel ein Artikel über ein biblisches Sachthema.

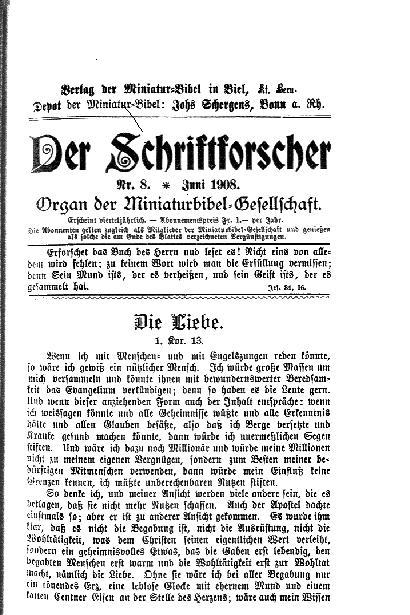
Titelblatt, Nr. 8. 1908
Seite aus dem Miniaturbibel-Lexikon

Schlachter beabsichtigte, den abgeschlossenen lexikalischen Teil des Schriftforschers als Bibellexikon herauszugeben oder aber als Anhang der Miniaturbibel beizufügen. Aus diesem Grund hatten die Seiten dasselbe Format wie die Miniaturbibel. Das Bibellexikon sollte eine Konkordanz ersetzen.
Infolge seines frühen Todes im Jahre 1911 konnte er das Werk aber nicht mehr vollenden.
Die letzte Ausgabe des „Schriftforschers“ erschien im Februar 1911. Insgesamt wies der „Schriftforscher“ bis zu diesem Zeitpunkt 175 Seiten aus.